# Seventeen (banda indonesia)
Seventeen (en inglés, «Diecisiete») fue un grupo de pop rock indonesio originario de Yakarta. El grupo fue formado en 1999 en Yogyakarta. Sus miembros eran Bani (bajo), Yudhi (guitarra), Herman (guitarra), Andi (batería) e Ifan (vocalista). Lanzaron seis álbumes y quince sencillos, entre los que se destacan "Selalu Mengalah", "Jaga Selalu Hatimu", "Jalan Terbaik" y "Ayah".
La banda se encontraba realizando una presentación en el balneario de Tanjung Lesung (Provincia de Bantén) el 22 de diciembre de 2018, cuando un tsunami causado por una erupción del volcán Anak Krakatau golpeó el escenario por su parte trasera. Solo el vocalista Ifan sobrevivió; Bani y el mánager de grupo murieron en el lugar, mientras Herman y Andi permanecen desaparecidos. El cantante confirmó que la banda entró en un receso definitivo.

## Discografía

### Álbumes
- Bintang Terpilih (1999)
- Sweet Seventeen (2005)
- Lelaki Hebat (2008)
- Dunia Yang Indah (2011)
- Sang Juara (2013)
- Pantang Mundur (2016)

### Sencillos
- "Cobalah" (2003)
- "Jibaku" (con Arie Untung) (2003)
- "Jika Kau Percaya" (2005)
- "Seisi Hati" (2005)
- "Selalu Mengalah" (2008)
- "Untuk Mencintaimu" (2008)
- "Lelaki Hebat" (2008)
- "Jalan Terbaik" (2008)
- "Jaga Slalu Hatimu" (2011)
- "Hal Terindah" (2011)
- "Sang Juara" (2013)
- "Sumpah Ku Mencintaimu" (2013)
- "Cinta Jangan Sembunyi" (2016)
- "Bukan Main Main" (2016)
- "Aku Gila" (2016)
- "Menunggu Kamu" (2016)
- "Jangan Dulu Pergi" (2018)

## Miembros
| Miembros - Riefian "Ifan" Fajarsyah - vocalista (2008-presente) | Miembros anteriores - Yohan "Doni" Saputro - vocalista, guitarra (2000-2008) - Yudhi Rus Harjanto - guitarra (1999-2013) - M. Awal "Bani" Purbani - bajo (1999-2018) - Herman Sikumbang - guitarra (1999-2018) - Windu Andi Darmawan - batería (1999-2008, 2009-2018) |